# 阿恩星
959號小行星（959 Arne）是一颗绕太阳运转的小行星，为主小行星带小行星。该小行星于1921年9月30日由德國天文學家卡爾·威廉·萊茵姆特在海德堡王座山天文台发现。
該小行星以瑞典天文學家布羅爾·阿斯普林德（Bror Asplind）的兒子阿恩·阿斯普林德（Arne Asplind）命名。

## 轨道参数
小行星959的轨道半长轴为3.1849975 UA，离心率为0.214。